# Repetência

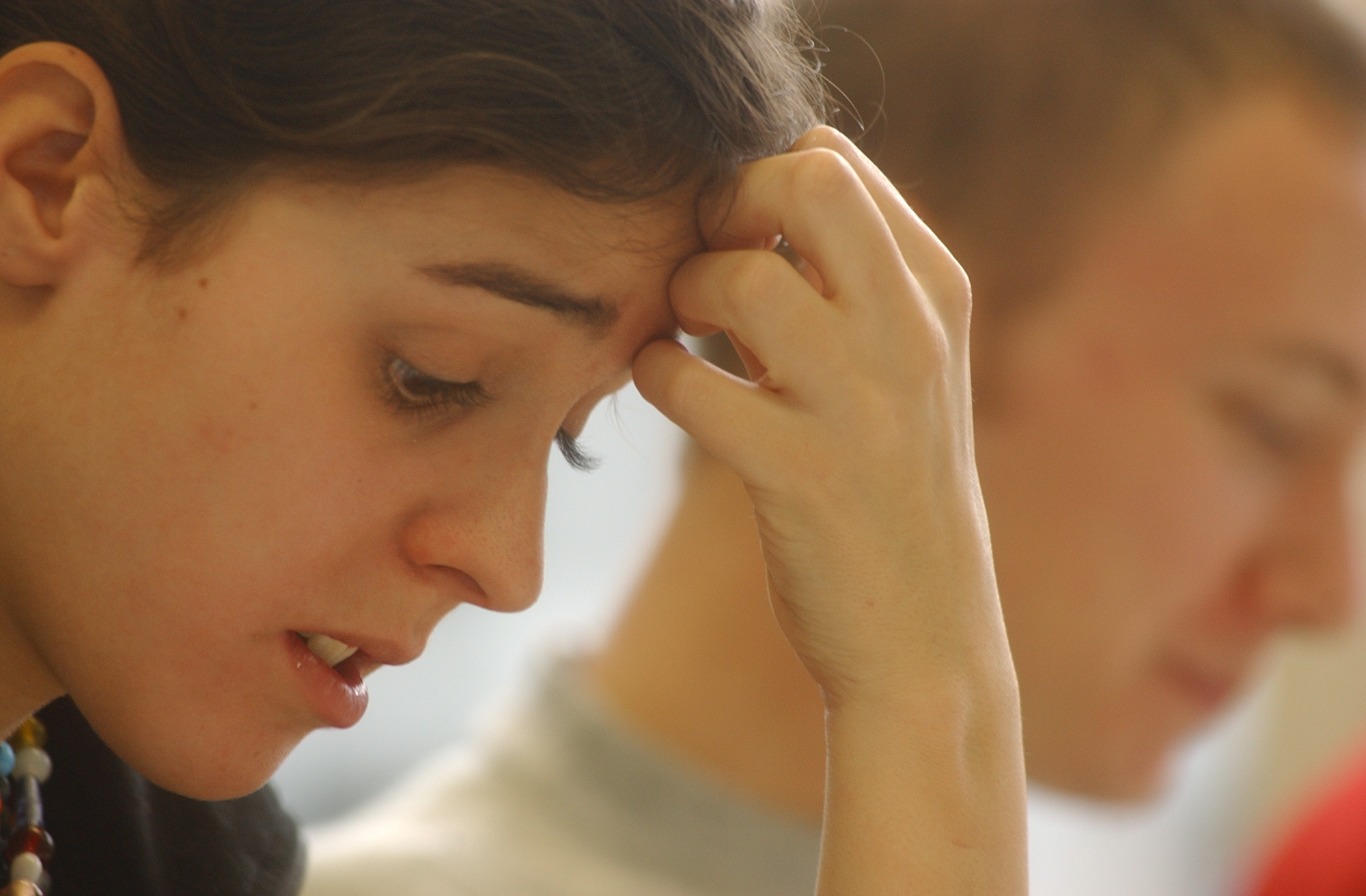
Para alguns pesquisadores, a repetência compromete o aprendizado do estudante para o resto da trajetória escolar.

No contexto educacional, o termo repetência diz respeito à retenção dos alunos reprovados nas atividades avaliativas de um determinado curso, levando os estudantes a frequentarem as aulas de um curso e a estudar as mesmas matérias que já haviam estudado. Em 2012, numa pesquisa envolvendo 65 países, o Brasil foi o quarto país que mais reprovava seus alunos.